# 櫻花紛飛
《櫻花紛飛》（日语：桜流し）是宇多田光第八張數位單曲。本張數位單曲於2012年11月16日對外公佈樂曲及MV，並於2012年11月17日開始在RecoChoku及iTunes提供下載。而音樂影片則在11月26日開始供下載，並於同年12月26日發行DVD單曲。
本曲亦是於2012年11月17日公映的電影《福音戰士新劇場版：Q》主題曲。

## 概要
《櫻花紛飛》是宇多田光應電影方面要求作限時復出而發佈的新曲，是自2010年「人間活動」的暫退以來首次發表新作品。亦是宇多田光本人第四次為新世紀福音戰士系列提供樂曲。前三次分別為：《福音戰士新劇場版：序》預告片主題曲（2007發行的：《Fly Me To The Moon (In Other Words) -2007 MIX-》）、《福音戰士新劇場版：序》主題曲（2007發行的：《Beautiful World》）和《福音戰士新劇場版：破》主題曲（2009發行的：《Beautiful World -PLANiTb Acoustica Mix-》）。有来源表示创作时曾受2011年311震災影响。
單曲封面是已往的宣傳照中其中一張的漫畫版本，是為福音戰士做人物設計的貞本義行繪製宇多田光的肖像，而該宣傳照來自宇多田光兩年前為《Utada Hikaru SINGLE COLLECTION VOL.2》所拍攝的相片。宇多田光本人在回應Twitter上的提問時，形容此曲為「香菜的歌」。

## 反應
歌曲是突擊發佈的，這個消息保密到電影上映前一天深夜才公布，事前完全沒有任何官方及非官方的消息，隨即引爆下載熱潮與話題，一天之內的合法下載次數已達6000多次，瞬間空降iTunes單曲榜銷售冠軍，下載次數是第二名的三代目J Soul Brothers新曲的十倍之多。讓宇多田光自己都嚇了一跳，在部落格上寫道：「突然拿到第一！感謝各位這麼晚了還這樣支持」。  而這次亦只是限定復出，宇多田本人仍專注在「人間活動」中。。

## 收錄曲
| 數碼單曲 | 數碼單曲                 | 數碼單曲     | 數碼單曲                   | 數碼單曲 |
| 曲序     | 曲目                     |              | 作曲                       | 时长     |
| -------- | ------------------------ | ------------ | -------------------------- | -------- |
| 1.       | 櫻花紛飛                 | Utada Hikaru | Utada Hikaru & Paul Carter | 4:41     |
| 2.       | 櫻花紛飛（Instrumental） |              | Utada Hikaru & Paul Carter | 4:40     |

## DVD單曲
《櫻花紛飛》為宇多田光的第六張DVD單曲，於2012年12月26日發行，收錄本曲的PV以及製作花絮。初回版送貞本義行親繪的櫻花紛飛B2大小的海報。
本作音樂錄影帶的導演是曾在2007年以電影《殯之森》獲得坎城影展評審團大獎的河瀨直美，並有Hikki參與製作的討論。對此，河瀨直美特別強調，由於現在身處在這個處境，大家要好好珍惜現在擁有的東西。音樂錄影帶以「母性」為主題，拍攝了母親生產、哺育新生嬰兒、以及一些日本人心中似曾相識的景物等鏡頭，而宇多田光本人並沒有出演。。宇多田光沒有出演自身樂曲的音樂錄影帶是繼《Fly Me To The Moon》、《Beautiful World》和《Kiss & Cry》以來的第四次。

### 收錄內容
| DVD單曲 | DVD單曲              | DVD單曲 |
| 曲序    | 曲目                 | 时长    |
| ------- | -------------------- | ------- |
| 1.      | 櫻花紛飛（音乐影片） | 4:41    |

## 備注
1. 1 2  Inc, Natasha. . 音楽ナタリー. ナターシャ. 2012-11-17  [2019-04-28]. （原始内容存档于2021-03-23） （日语）.
2. ↑  AuthorY, About the. . 香港Unwire.hk 玩生活．樂科技. 2013-04-26  [2019-04-28]. （原始内容存档于2021-01-23） （中文（臺灣））.
3. ↑  cinematoday.jp. . cinematoday.jp. 2012-11-17  [2012-11-17]. （原始内容存档于2016-10-03）.
4. ↑  tw.news.yahoo. . tw.news.yahoo. 2012-11-17  [2012-11-17]. （原始内容存档于2021-01-23）.
5. ↑  . ORICON STYLE. 2012-11-17  [2012-11-17]. （原始内容存档于2013-05-14）.
6. ↑  sshikki. . 2012-11-17  [2012-11-17]. （原始内容存档于2019-08-12）.

## 外部連結
- 「ヱヴァンゲリヲン新劇場版：Q」テーマソング 宇多田ヒカル 桜流し